# Diagrama causal

Exemple de bucle positiu : Saldo i Interessos

Un  diagrama causal  és la representació gràfica de les relacions múltiples de causa-efecte entre les diverses variables que intervenen en un procés. En teoria general de sistemes, un  diagrama causal  és un tipus de diagrama que mostra gràficament les entrades o  inputs , el procés, i les sortides o  outputs  d'un sistema causa-efecte, amb la seua retroalimentació ( feedback ) per al subsistema de control.

## Bucles causals positius i negatius
Bucle causal positiu significa que els canvis dels dos nodes van en la mateixa direcció, és a dir, si el node en el qual el bucle s'inicia disminueix, l'altre node també disminueix. De la mateixa manera, si el node en el qual el bucle s'inicia augmenta, l'altre node augmenta també.
Bucle causal negatiu. significa que els canvis dels dos nodes van en direccions oposades, és a dir, si el node en el qual s'inicia el bucle augmenta, llavors l'altre node disminueix, i viceversa.

### Exemple

diagrama dinàmic de bucle causal amb vincles positiu i negatiu